# Tchervonohorod
Tchervonohorod (en ukrainien, Червоногород : « ville Rouge » ; en polonais, Czerwonogród) est une ancienne localité de Galicie située dans le raïon de Zalichtchyky, oblast de Ternopil, dans l'actuelle Ukraine. Située à proximité de Nyrkiv et de la rivière Dżuryn, affluent du Dniestr célèbre pour sa cascade haute de 16 mètres, la ville obtint une charte en 1434 et devient le siège d'un powiat au sein de la préfecture de Podolie. Au cours du XIXe siècle, son influence diminua et on ne comptait plus que 500 habitants lorsque fut déclenchée la campagne de Pologne en 1939.
Construit au début du XVIIe siècle, le château de Tchervonohorod était la demeure de la riche famille des Danilowicz. En 1778, le prince Poniński en fit l'acquisition auprès des Habsbourgs, démolit la bâtisse, alors en ruines, et fit ériger un nouveau château. La nécropole familiale abritait une statue réalisée par le sculpteur danois Bertel Thorvaldsen. Les Soviétiques rasèrent le palais des Poniński-Lubomirski, à l'exception de deux tours.

## Source
- (en) Cet article est partiellement ou en totalité issu de l’article de Wikipédia en anglais intitulé « Chervonohorod » (voir la liste des auteurs).